# John Dalrymple (2. hrabia Stair)
John Dalrymple, 2. hrabia Stair KT (ur. 20 lipca 1673 w Edynburgu, zm. 9 maja 1747 tamże) – szkocki żołnierz i dyplomata.
Jego ojcem był John Dalrymple, 1. hrabia Stair (1648-1707)
W roku 1706 został generałem brygady, tytuł earla (hrabiego) Stair uzyskał w 1707. Gdy w 1712 Wigowie musieli odejść od władzy, on również musiał porzucić służbę.
Gdy w roku 1714 władzę przejął Jerzy I Hanowerski hrabia Stair został zaangażowany jako dyplomata. W latach 1709–1710 był brytyjskim posłem na dwór Polski-Saksonii, a w latach 1715–1720
brytyjskim ambasadorem we Francji, a w latach 1742–1743 w Holandii.